# Conjura Separatista
A Conjura Separatista foi uma manifestação de caráter emancipacionista encabeçada pelo Capitão Floriano Bento Vianna, Comandante da Guarda do Regimento de Milícias, no dia 15 de junho de 1821, na praça de Paranaguá, perante o Juiz de fora António de Azevedo Melo e Carvalho, onde estavam presentes o povo e as demais autoridades da cidade por ocasião do juramento das bases da Constituição do Reino Unido de Portugal, Brasil e Algarves.

## O movimento
Na véspera do dia 15 de julho de 1821, o Capitão Floriano Bento Vianna foi procurado pelo Sargento-mor de Ordenanças Francisco Gonçalves Rocha e pelo Capitão Inácio Lustosa de Andrade a participar de reuniões secretas junto as demais autoridades de Paranaguá que manifestavam o desejo de separar a Comarca de Curitiba e Paranaguá, conhecida como Quinta Comarca, da Capitania de São Paulo.
Dentre os motivos para a conjuração, segundo o historiador Ruy Wachowicz estava:
- I – A ignorância e o despotismo dos comandantes militares da comarca, que não procuravam o bem do povo;
- II – A falta de justiça, devido à dificuldade que havia em impetrar recursos perante as autoridades de São Paulo;
- III – O fornecimento, pela comarca, de grande número de praças de guerra às milícias portuguesas, sobretudo para as entradas que desbravavam nossos sertões, ficando muitas famílias na miséria;
- IV – A falta de moeda na comarca, devido às grandes somas que eram remetidas, como impostos, para São Paulo;
- V – O abandono em que se encontrava a comarca pela administração de São Paulo, surda que era aos apelos e queixas populares.[2]

Em segredo ficou combinado de iniciarem uma revolta tendente a esse fim, aproveitando-se da formatura dos milicianos, no momento em que o magistrado proferisse a formula do juramento. Neste ato os conjurados dariam o brado separatista e os demais o acompanhariam das janelas do Paço da Câmara Municipal de Paranaguá, bem como os demais membros da Câmara e o povo. Isso, porém, não se concretizara. Floriano Bento Vianna, que no momento comandava a guarda de honra dos milicianos, se viu só, devido o receio daqueles que tanto estimularam o feito, receosos das responsabilidades que naturalmente o ato traria. Somente o Capitão cumpriu com o combinado, e após prestar o juramento bradou: "Ilustríssimo Senhor. Temos concluído com nosso juramento de fidelidade. Agora queremos que se nomeie um governo provisório que nos governo em separado da Capitania de São Paulo." O Juiz de fora António de Azevedo Melo e Carvalho, lhe respondeu que ainda não era tempo e com vagar se havia de representar Sua Majestade. O Capitão não se fez de rogado e retrucou dizendo que o remédio logo se aplica quando o mal aparece. Portanto não há ocasião melhor nem mais oportuna."
Diante de tal atitude foi-se relatado o ocorrido e outros o denunciaram como rebelde e ao desembargador José de Azevedo Cabral a abertura de um inquérito. Com o passar do tempo o Capitão teve seu ato tido como plenamente justificado e o inquérito posteriormente arquivado.